# Chetogena indivisa
Chetogena indivisa là một loài ruồi trong họ Tachinidae.